# 이우석 (양궁 선수)
이우석(1997년 8월 7일~)은 대한민국의 양궁 선수이다. 2024년 하계 올림픽에 참가, 양궁 남자 단체전에서 금메달을 획득하고, 양궁 남자 개인전에서는 동메달을 획득하였다.
또한 세계 선수권 대회에서 금메달 2개(2019, 2023), 동메달 1개(2019)를 획득했으며 아시안 게임에서 금메달 2개, 은메달 2개, 동메달 1개를 획득했다.

## 선수 활동
2024년 하계 올림픽에 국가대표로 참가하였으며, 양궁 남자 단체전에서 김우진, 김제덕과 함께 금메달을 획득하였다. 양궁 남자 개인전에서는 동메달을 기록하며, 금메달을 딴 김우진과 함께 올림픽 남자 양궁 개인전에서 대한민국 사상 처음으로 2명이 메달을 가져왔다.